# Бифляция
Бифляция (иногда миксфляция) — состояние экономики, при котором процессы инфляции и дефляции происходят параллельно. Этот термин был впервые предложен Осборном Брауном (англ. F. Osborne Brown), старшим финансовым аналитиком Phoenix Investment Group. Во время бифляции происходит одновременный рост цен (инфляция) на биржевые товары, покупаемые в рамках основного дохода (заработка), и параллельное падение цен (дефляция) на товары, покупаемые в основном в кредит.
При бифляции за счёт денежной эмиссии центральных банков возрастает объём денежной массы. Это приводит к росту цен на наиболее насущные товары (еда, энергия, одежда), так как суммарный спрос на эти товары относительно стабилен.
С другой стороны, происходит рост безработицы и снижение покупательной способности населения. В связи с этим население покупает в основном лишь наиболее необходимые товары, а спрос на приобретаемые в кредит активы (дома, автомобили и другие типично «кредитные» товары) падает. В результате цены на них также падают.
Наличие бифляции в экономике приводит к искажению оценки инфляции. Например, рост цен на повседневные товары компенсируется снижением цен на дома и автомобили. В результате официальный уровень инфляции не отражает реальный рост стоимости жизни для населения с небольшими доходами. Бифляция может наблюдаться и в отдельной отрасли. Например, на рынке недвижимости (в период спада экономики) довольно часто наблюдается рост цен на жилье экономкласса при одновременном снижении цен на элитное жилье.